# Can Bartu
Can Bartu, född 31 januari 1936 i Istanbul, död 11 april 2019, var en turkisk basket- och fotbollsspelare. Han representerade det turkiska landslaget i båda sporterna.
Barut inledde sin karriär som basketspelare i Fenerbahçe SK. Så småningom gick han över till fotboll inom samma klubb. Han spelade även i Italien för klubbarna ACF Fiorentina, SSC Venezia och SS Lazio. Med Fiorentina vann han Europacupen 1961. Han avslutade sin aktiva karriär 1970, efter ytterligare tre säsonger i Fenerbahçe. Han arbetade senare som sportjournalist.